# Joy Volley Vicence
Maillots
Le Joy Volley Vicenza est un ancien club italien de volley-ball féminin basé à Vicence qui a fonctionné de 1992 à 2010.

## Historique
- Battistolli-Lattebusche Vicenza (1992–1993)
- Volley Vicenza (1993–1994)
- Barausse Vicenza (1994–1995)
- Biasia Volley Vicenza (1995–1996)
- Biasia Oyster Vicenza (1996–1997)
- Biasia Vicenza (1997–1998)
- Cosme Ceis Vicenza (1998–2000)
- Minetti Vicenza (2000–2001)
- Metodo Minetti Vicenza (2001–2002)
- Metodo Infoplus Vicenza (2002–2003)
- Minetti Infoplus Vicenza (2003–2007)
- Minetti Infoplus Imola (2007–2008)
- Minetti Vicenza (2008–2009)
- Osmo BPVi Vicenza (2009–2010)

## Palmarès
- Supercoupe d'Italie
  - Vainqueur : 2001.
- Coupe de la CEV
  - Vainqueur : 2001.
  - Finaliste : 2000.
- Challenge Cup
  - Finaliste : 2008.
- Coupe d'Italie A2
  - Vainqueur :1998.

## Joueuses et personnalités du club

### Entraîneurs
- 1992-1994 :  Guillermo Cáceres
- 1994-1997 :  Marco Gazzotti
- Juil.-oct. 1997 :  Patrizia Carla
- Oct. 1997-févr. 2001 :  Atanas Malinov
- Févr.-juin 2001 :  auro Marasciulo
- 2001-nov. 2002 :  Giovanni Guidetti
- Nov. 2002-févr. 2004 :  Giuseppe Cuccarini
- Févr.-déc. 2004 :  Simonetta Avalle
- Déc. 2004-2005 :  Giuseppe Nica
- 2005-2008 :  Manuela Benelli
- Juil.-nov. 2008 :  Mario Fangareggi
- Nov. 2008-2009 :  Maurizio Baraldo
- 2009-2010 :  Mauro Marasciulo

### Joueuses majeures
- Isabella Zilio
- Francesca Devetag
- Manuela Leggeri
- Darina Mifkova
- Monica De Gennaro
- Valentina Arrighetti
- Tatiana Menchova
- Miyuki Takahashi
- Ivana Djerisilo
- Magdalena Śliwa
- Katarzyna Skowrońska
- Riikka Lehtonen
- Gabriela Pérez del Solar
- Małgorzata Glinka
- Nadia Centoni
- Maja Poljak
- Valentina Fiorin  Italie
- Chaïne Staelens  Pays-Bas
- Elisa Togut  Italie
- Hanka Pachale  Allemagne
- Ingrid Visser  Pays-Bas
- Paola Paggi  Italie
- Ana Fernández  Cuba